# Ultraman Leo
Ultraman Leo (Urutoraman Reo), es la 6ª serie de Ultraman. Esta serie tiene relación con los otros ultras, pero más lejana (planetariamente hablando). Foto Leo.
Ultraman Leo es de Nebula L-77, en la galaxia Lyon, a diferencia de los otros ultras provenientes de M-78. Llega la tierra como único sobreviviente de su planeta, destruido por Magma Seijin. Se oculta en la tierra como Gen Ohtori, un maestro de artes marciales (Sin un host humano).
Cuando Ultraseven vuelve a la tierra, pero es emboscado por los alien Red y Black Giras, más el mismísimo Magma Seijin. Seven se rompe una pierna en la batalla, por lo que Leo debe entrar en acción.
Logra vencer a Red y Black Giras, pero Magma Seijin escapa, no pudiendo Leo cumplir su venganza. Leo tendrá que proteger el planeta entonces, ya que Seven se ha transformado nuevamente en Dan Moroboshi, y no podrá usar el Ultraeye, que fue dañado en la batalla. Junto a Ohtori se unen a MAC (Monster Atacking Crew).
Leo no estará solo tampoco. Recibirá ayuda de Astra, su hermano gemelo, que ha escapado de la prisión de Babalou Seijin. También será ayudado por Ultraking, el rey de M-78.
| Predecesor: Ultraman Taro | Ultraseries 1974 | Sucesor: Ultraman Jonias |

- Datos: Q2704139